# Alloplasta multicolor
Alloplasta multicolor là một loài tò vò trong họ Ichneumonidae.